# Afternoon (rivista)
Afternoon (アフタヌーン?, Afutanūn) è una rivista giapponese di manga seinen pubblicato da Kōdansha. Afternoon è un'antologia mensile, con circa 30 storie in corso contemporaneamente di vari artisti su circa 800 pagine. La rivista ha contribuito alla diffusione di molte serie seinen di successo come Ah! Megami-sama (Oh, mia dea!), Genshiken e Mugen no Jūnin (L'Immortale). Questa rivista fa parte della serie "1day" di Kodansha, che include anche le riviste Morning, Morning2, good! Afternoon e Evening.

## Manga attualmente pubblicati
Attualmente ci sono trentadue serie pubblicate su Afternoon. L'isola errante è in pausa.
| Titolo                                                                              | Autore | Prima uscita                                                                                             |
| ----------------------------------------------------------------------------------- | --- | --- |
| Historie (ヒストリエ?)                                                              | Hitoshi Iwaaki | gennaio 2003                                                                                             |
| Ōkiku Furikabutte (おおきく振りかぶって?)                                           | Asa Higuchi | settembre 2003                                                                                           |
| Puu-Neko (プ～ねこ?)                                                                | Masayuki Kitamichi | dicembre 2003                                                                                            |
| Vinland Saga (ヴィンランド・サガ?)                                                  | Makoto Yukimura | dicembre 2005                                                                                            |
| L'isola errante (冒険エレキテ島?)                                                   | Kenji Tsuruta | settembre 2011                                                                                           |
| Under 3 (アンダー3?)                                                                | Shunji Enomoto | aprile 2014                                                                                              |
| Fragile - Byourii Kishi Keiichirou no Shoken (フラジャイル 病理医岸京一郎の所見?)   | Bin Kusamizu, Saburō Megumi | giugno 2014                                                                                              |
| Born to Be on Air! (波よ聞いてくれ?)                                                | Hiroaki Samura | luglio 2014                                                                                              |
| Toppu GP (トップウGP?)                                                              | Kōsuke Fujishima | maggio 2016                                                                                              |
| Aono-kun ni Sawaritai kara Shinitai (青野くんに触りたいから死にたい?)               | Umi Shiina | dicembre 2016                                                                                            |
| Issak (イサック?)                                                                   | Shinji Makari, Double-S | gennaio 2017                                                                                             |
| Blue Period (ブルーピリオド?)                                                       | Tsubasa Yamaguchi | giugno 2017                                                                                              |
| Nella prossima vita non voglio conoscerti (来世は他人がいい?, Raise wa tanin ga ii) | Asuka Konishi | agosto 2017                                                                                              |
| Heavenly Delusion (天国大魔境?)                                                     | Masakazu Ishiguro | gennaio 2018                                                                                             |
| Skip & Loafer (スキップとローファー?)                                               | Misaki Takamatsu | agosto 2018                                                                                              |
| WonDance (ワンダンス?)                                                              | Coffee | gennaio 2019                                                                                             |
| Medalist (メダリスト?)                                                              | Tsurumaikada | maggio 2020                                                                                              |
| Darwin's Incident (ダーウィン事変?)                                                 | Shun Umezawa | giugno 2020                                                                                              |
| Tengu no Daidokoro (天狗の台所?)                                                    | Ai Tanaka | settembre 2021                                                                                           |
| Hellhound (ヘルハウンド?)                                                           | Ryōji Minagawa | giugno 2022                                                                                              |
| Shichinin no Nemuri Hime (7人の眠り姫?)                                             | FiokLee | marzo 2023                                                                                               |
| Mirairaifurai (ミライライフライ?)                                                   | Ao Ameta | ottobre 2023                                                                                             |
| Dokudami no Hanasaku Koro (どくだみの花咲くころ?)                                   | Shiho Kido | novembre 2023                                                                                            |
| Omori                                                                               | Nui Konoito | giugno 2024                                                                                              |
| Rēende Kuni Monogatari (レーエンデ国物語?)                                          | Rei Tasaki, Nezu Usugumo | ottobre 2024                                                                                             |
| Moyashimon+ (もやしもん＋?)                                                         | Masayuki Ishikawa | novembre 2024                                                                                            |
| Zaha no Koi (ザハの恋?)                                                             | Nori Arashiyama | dicembre 2024                                                                                            |
| Kraken Mare                                                                         | IZU, HAGANE | febbraio 2025                                                                                            |
| Suiheisen no Nera (水平線のネラ?)                                                   | Yuki Urushibara | febbraio 2025                                                                                            |
| Asayake Refrain (あさやけリフレイン?)                                               | Matsuda, Hikari | marzo 2025                                                                                               |
| Manga Lover (マンガラバー?)                                                         | Yoshida, Yuuko | aprile 2025                                                                                              |
| Dig It (ディグイット?)                                                              | Yoshida. | aprile 2025 - (JA) Sito ufficiale, su afternoon.kodansha.co.jp. - (EN) Afternoon, su Anime News Network. |
| Riviste pubblicate da Kōdansha                                                      | | |
| Kodomo                                                                              | Comic Bom Bom | |
| Shōjo                                                                               | Aria · Bessatsu Friend · Dessert · Nakayoshi · Shōjo Friend (terminata)                                                                                   | |
| Shōnen                                                                              | Bessatsu Shōnen Magazine · Magazine Special · Monthly Shōnen Magazine · Monthly Shōnen Sirius · Weekly Shōnen Magazine · Monthly Shōnen Rival (terminata) | |
| Josei                                                                               | Be Love · Kiss | |
| Seinen                                                                              | good! Afternoon · Afternoon · Evening (terminata) · Morning · Young Magazine · Magazine Z (terminata) · Young Magazine Uppers (terminata)                 | |
| Sito ufficiale di Kōdansha                                                          | | |